# Argassi
Argassi  este un oraș în Grecia în prefectura Zakynthos.

## Populație
- 1981: 362
- 1991: 407
- 2001: 569/771